# Большой плоскохвост
Большой плоскохвост, или большой морской крайт (лат. Laticauda semifasciata), — вид змей из подсемейства морских змей семейства аспидовых. 
Общая длина достигает 70—80 см, максимальная длина — 170 см. Наблюдается половой диморфизм — самки крупнее самцов. Окраска верхней стороны тела серая или зеленоватая с 30—42 коричневыми поперечными перевязями, брюхо желтоватого цвета. Верхняя губа коричневая. Нижняя часть межчелюстного щитка по длине почти равна своей ширине. Между предлобными щитками имеется непарный щиток. Теменные щитки контактируют с нижним заглазничным щитком. Вокруг тела тянутся 21-23 рядов чешуек. Брюшных щитков - 195-205, подхвостовых щитков у самок 32-36 пар, у самцов - 38-43.
Любит морские трущобы вблизи берегов. Из-за необходимости пить пресную воду, змея регулярно отправляется на сушу, чтобы напиться. Держится вблизи скалистых мысов и каменных берегов, где полосатую окраску маскирует под местность. Активна ночью. Весьма ядовитая змея, яд сильно токсичен. Питается рыбой, в частности угрями.
Яйцекладущая змея. Самка на суше откладывает до 10 яиц.
На эту змею охотятся ради красивой и качественной кожи. К тому же мясо съедобно. В азиатских странах его употребляют в жареном и копчёном виде. Считается, что мясо активирует половое влечение.
Обитает на островах Рюкю, в Жёлтом море на юг до острова Тайвань, Филиппинах, Молуккских островах, в Индонезии. Иногда встречается в заливе Петра Великого (Россия).